# Andrija Vujatović-Šarov
Andrija Vujatović-Šarov, cyrilicí Андрија Вујатовић-Шаров (15. února 1841 – 15. listopadu 1934), byl rakouský politik srbské národnosti z Dalmácie, na počátku 20. století poslanec Říšské rady.

## Biografie
Profesí byl notářem. Byl aktivní veřejně a politicky. Patřil od jejího založení k dalmatské Národní straně. Zasedal za ni coby poslanec Dalmatského zemského sněmu. Po rozkolu v dalmatské Národní straně patřil mezi zakladatele Srbské národní strany. V roce 1905 byl mezi signatáři Zadarské rezoluce, která byla programovým manifestem chorvatského a srbského hnutí v Dalmácii. Zastával post starosty města Knin. Coby starosta tohoto města je uváděn již v roce 1875, kdy mu byl udělen Stříbrný záslužný kříž. Ve starostenské funkci je zmiňován ještě v roce 1906. Tehdy mu císař udělil Řád Františka Josefa.
Působil i jako poslanec Říšské rady (celostátního parlamentu Předlitavska), kam usedl ve volbách do Říšské rady roku 1901 za kurii venkovských obcí v Dalmácii, obvod Šibenik, Berlicca, Knin.
Ve volbách v roce 1901 se uvádí jako srbský národní kandidát. Jeho nominace do voleb do Říšské rady byla provázena rozkolem mezi dalmatskými Srby. Zatímco liberální proud chtěl, aby mandát obhajoval předchozí poslanec Dušan Baljak, ale tento návrh nezískal většinovou podporu. Oba následně nominovaní a zvolení kandidáti, tedy Vujatović-Šarov a Radoslav Kvekić, byli konzervativně orientovaní. Liberální srbští poslanci zemského sněmu v reakci na to opustili sněmovní srbský klub.
Pohřben je ve Vrbniku, Knin.